# Israel nos Jogos Olímpicos de Verão de 2004
Israel competiu nos Jogos Olímpicos de Verão de 2004, em Atenas, na Grécia.

## Medalhistas

### Ouro
- Vela - Mistral masculino: Gal Fridman

### Bronze
- Judô - Peso meio-pesado masculino (até 100 kg): Ariel Zeevi